# Hile (botanique)

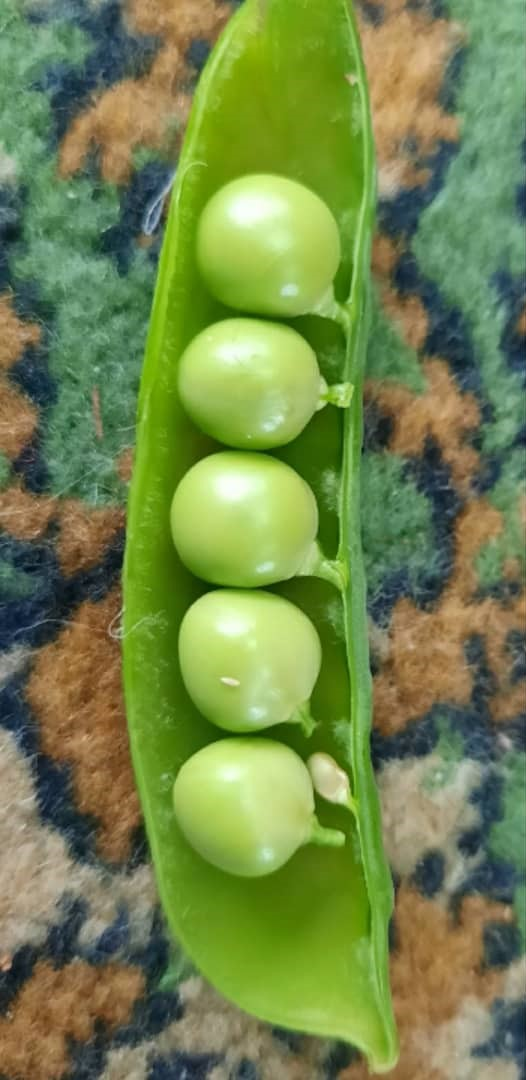
Chaque pois est encore attaché à sa cosse par un petit pédoncule (funicule) qui a joué un rôle un peu similaire à celui du cordon ombilical durant la croissance de la graine. Une fois détaché il reste sur le pois une cicatrice : le hile

Cicatrice du point d’attache de la semence, le hile est la jonction entre le funicule et l’ovule (par exemple le point d'attache du haricot dans sa « gousse » ou « cosse ») sur la photographie ci-contre,.

## Importance agronomique

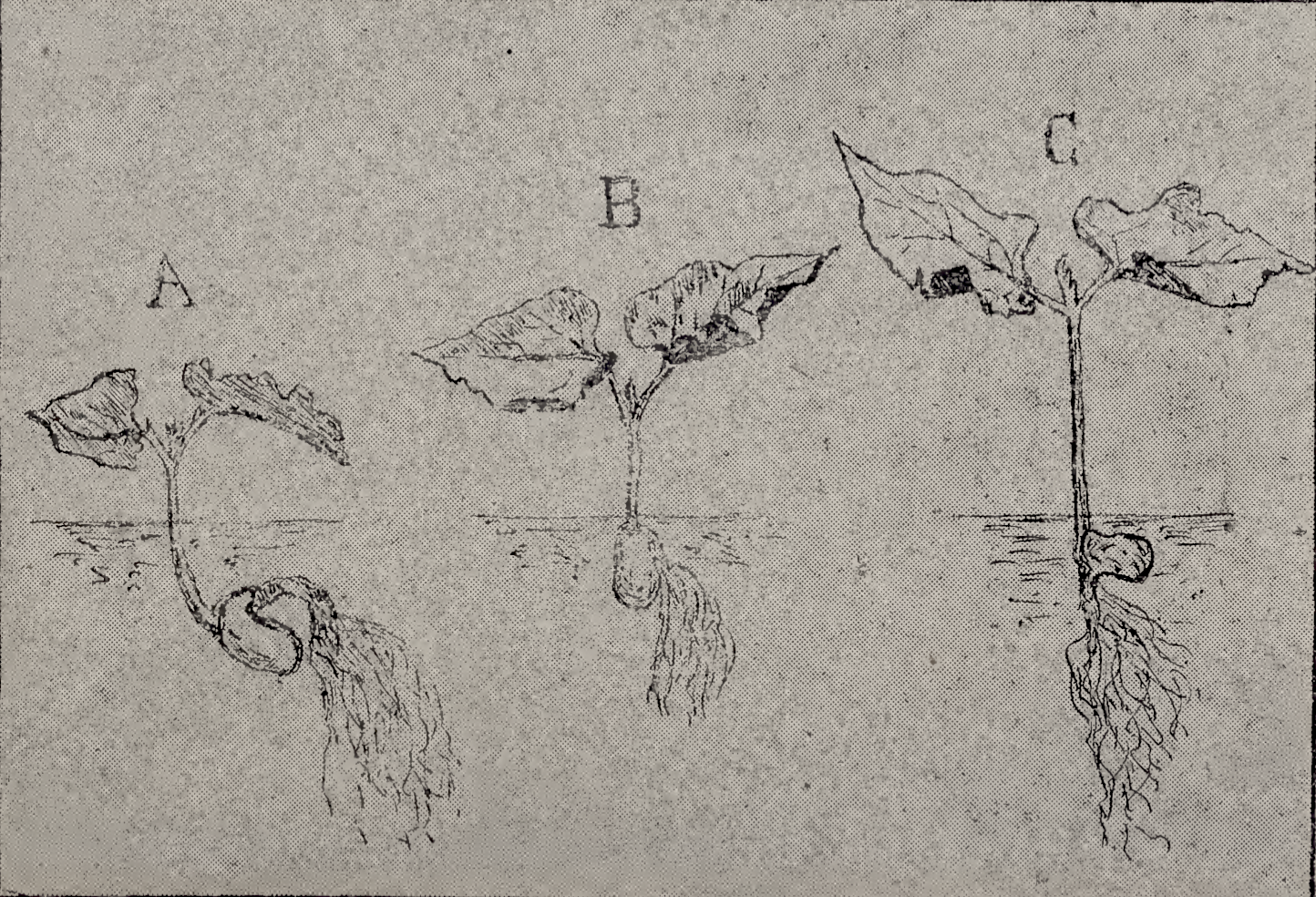
Résultats de tests sur l'effet sur la racine et la tige du positionnement du hile de haricot lors du semis ; à droite le hile est placé vers le bas lors du semis

Selon les expériences faites par Fernand Basty en 1909 et 1910, sur des haricots Soissons et haricots rouges, dans le jardin Bertholon d’Angers , expérimentations présentée en 1910 devant la Société d’études scientifiques d'Angers : chez les légumineuses (haricots notamment) la position du hile (dessous ou dessus) au moment du semis aura une grande importance sur la vitesse et qualité du développement racinaire, notamment quand il est dopé par l'un des procédés d'électroculture (mis au point par L'abbé Bertholon, puis testés à Angers par Basty à cette époque. 
« la tige et la feuille des légumineuse bénéficient » selon F. Basty « de la position, en dessous, du hile en terre »

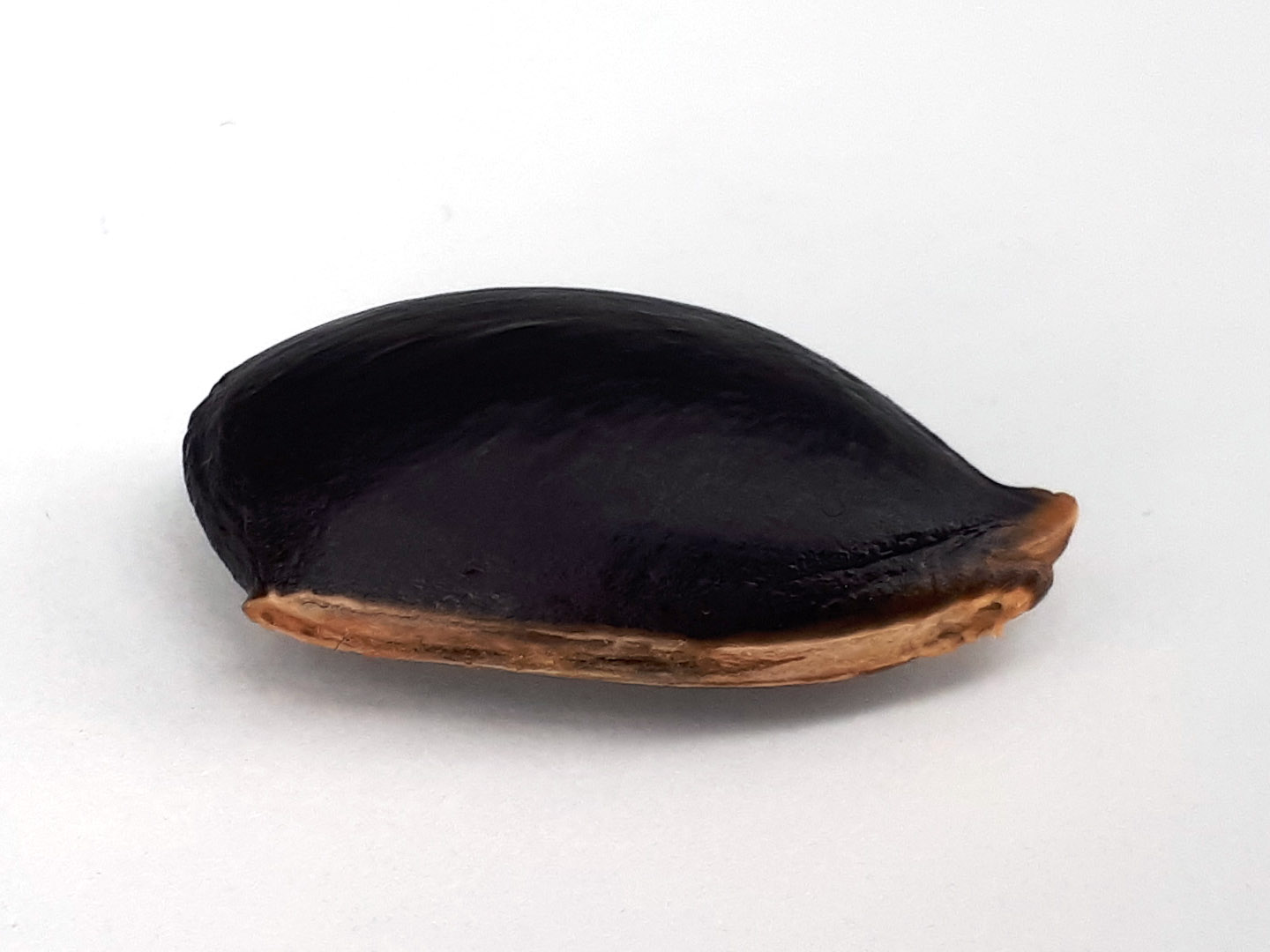
Hile bien visible chez Manilkara zapota (Sapotaceae).
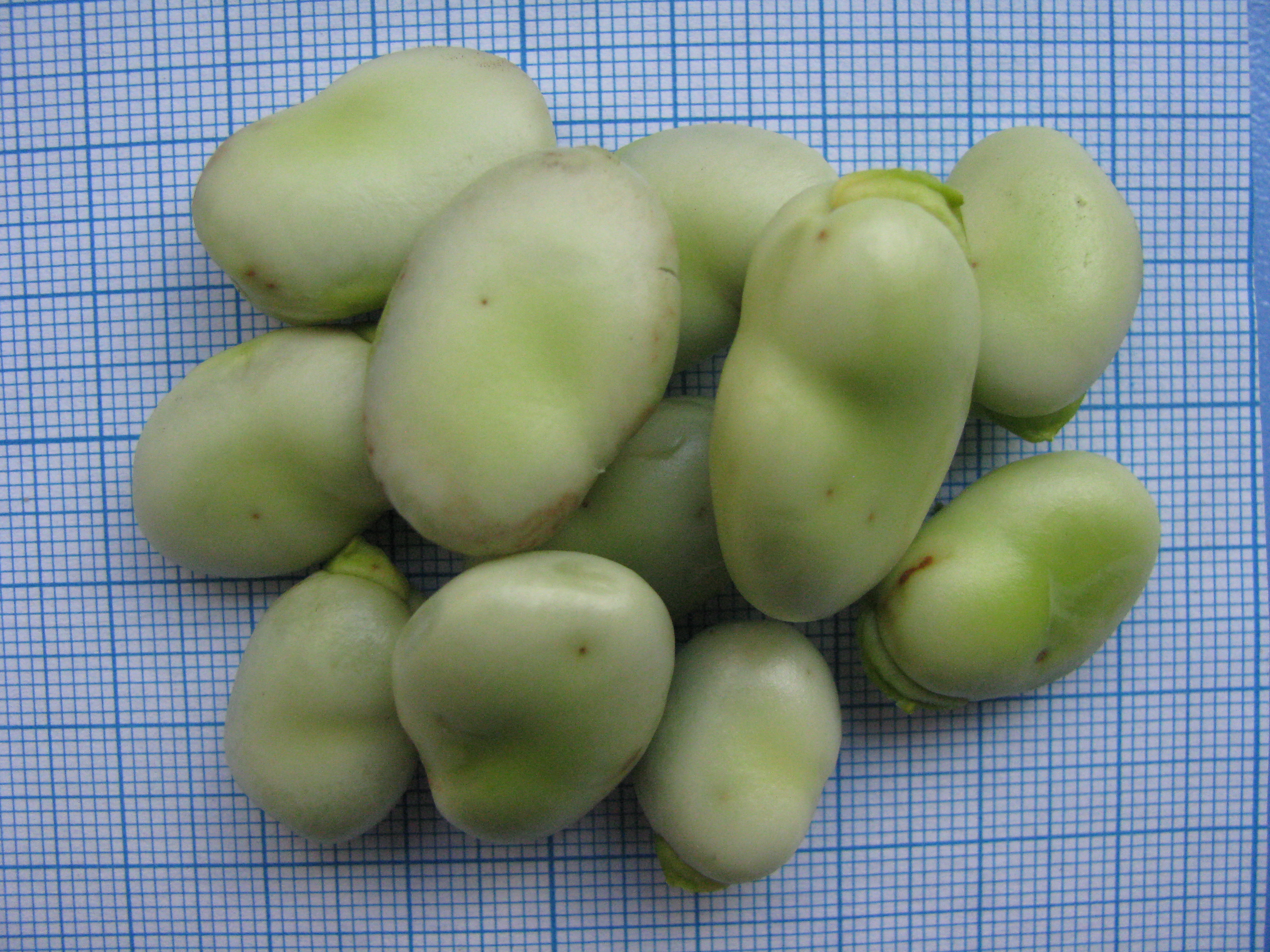
Graines de fèves fraîches (Vicia faba, Fabaceae), portant encore leur funicule.
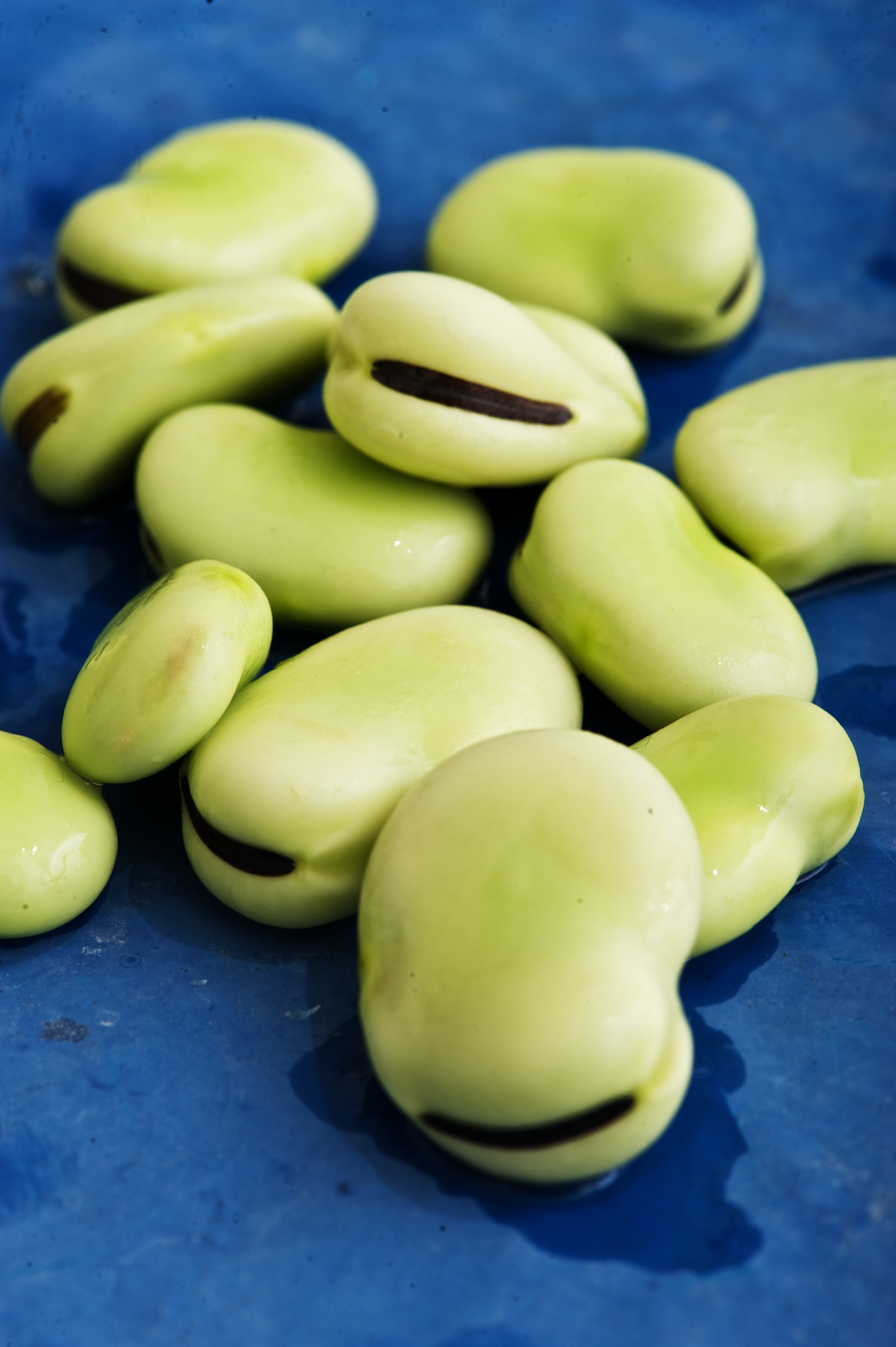
Hiles de fèves (Vicia faba, Fabaceae) noirs sur fond vert clair (après la chute des funicules).
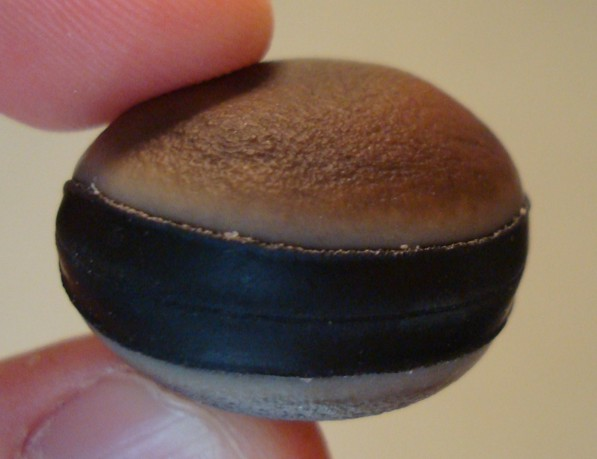
Hile hypertrophié chez Mucuna sp. (Fabaceae).